# أناتول بوريس فولكوف
أناتول بوريس فولكوف (بالإنجليزية: Anatole Boris Volkov)‏ هو فيزيائي أمريكي، ولد في 29 أكتوبر 1924 في سان فرانسيسكو في الولايات المتحدة، وتوفي في 28 نوفمبر 2000 في ليكلاند في الولايات المتحدة بسبب سرطان.